# بقر أنغوس
بقر أنغوس، واحدة من سلالات البقر من أصل شمال شرق اسكتلندا بدأ الاهتمام بالعرق وتحسين السلالة منذ 200 سنة ويعتبر أفـضل سلالة لإنتاج اللحوم البقرية وينقسم إلى الأنغوس الأحمر والأسود.
اليوم، تربى هذه السلالة في جميع أنحاء العالم، خصوصاً في : الأرجنتين، أستراليا، البرازيل، كندا، الولايات المتحدة وأوروبا ونيوزيلندا.

## التاريخ

### اسكتلندا
تم تسجيل ماشية ( أبردين أنجوس - Aberdeen Angus ) في اسكتلندا منذ القرن السادس عشر على الأقل في شمال شرق البلاد. لبعض الوقت قبل القرن التاسع عشر، كان يطلق على الماشية التي لا قرون لها في أبردينشاير وأنجوس اسم (Angus doddies - أنجوس دوديز )
في عام 1824 ، بدأ ويليام مكومبي من تيليفور، النائب عن جنوب أبردينشاير، في تحسين المخزون ويعتبر اليوم أبًا للسلالة. ظهرت العديد من الأسماء المحلية، بما في ذلك ( doddies - الدود ) أو ( hummlies - الهمبل ) . صدر كتاب القطيع الأول عام 1862 ، وتشكلت الجمعية عام 1879. يعتبر هذا متأخرًا، نظرًا لأن الماشية اكتسبت قبولاً في منتصف القرن الثامن عشر. وأصبحت الماشية شائعة في جميع أنحاء الجزر البريطانية في منتصف القرن العشرين.

### الأرجنتين
كما ذكر في المجلد الرابع من كتاب قطيع من انجوس في المملكة المتحدة، انه تم إدخال هذا الصنف إلى الأرجنتين في عام 1879

### أستراليا
تم إدخال ماشية أنجوس لأول مرة إلى تسمانيا (المعروفة آنذاك باسم أرض فان ديمن (بالانجليزية : Van Diemen's )) في عشرينيات القرن التاسع عشر وإلى البر الرئيسي الجنوبي في عام 1840. ويتم العثور على السلالة الآن في جميع الولايات والأقاليم الأسترالية مع 62,000 من العجول المسجلة من بقر أنجوس في أستراليا عام 2010.

### كندا
في عام 1876 حصل ويليام براون (بالانجليزية : William Brown)، وهو أستاذ الزراعة و المشرف على المزرعة التجريبية في جيلف ، أونتاريو ، على إذن من حكومة مقاطعة أونتاريو لشراء أبقار أبردين أنجوس لكلية أونتاريو الزراعية . يتألف القطيع من ثور يبلغ من العمر عامًا واحدا اسمه (غلاديولوس - Gladiolus ) ، وبقرة اسمها (أيهبرايت - Eyebright) ، تم تربيتها من قبل إيرل فايف وبقرة، Leochel Lass 4th ، من تربية RO Farquharson. في 12 يناير 1877 ، أنجبت إيبرايت عجلًا أنجبه السير ويلفريد. كان أول من ولد خارج اسكتلندا. واصلت منظمة OAC استيراد المزيد من الثيران والأبقار، وبدأت في نهاية المطاف في بيع ماشية أبردين أنجوس في عام 1881.

### الولايات المتحدة الأمريكية
في 17 مايو 1873 ، أحضر جورج غرانت (بالانجليزية : George Grant ) أربعة ثيران من نوع أنجوس، بدون أي أبقار، إلى فيكتوريا ، كانساس . كان ينظر إلى هذه الثيران على أنها غير عادية لأن الماشية الأمريكية العادية تتكون من Shorthorns وLonghorns ، وكانت الثيران تستخدم فقط في التهجين. ومع ذلك، لاحظ المزارعون الصفات الجيدة لهذه الثيران وبعد ذلك تم استيراد المزيد من الماشية من كلا الجنسين.
في 21 نوفمبر 1883 ، تأسست جمعية أنجوس الأمريكية في شيكاغو ، إلينوي . صدر كتاب القطيع الأول في مارس 1885. في هذا الوقت تم تسجيل كل من الحيوانات الحمراء والسوداء دون تمييز. ومع ذلك، في عام 1917 ، منعت الجمعية تسجيل الحيوانات الحمراء وغيرها من الحيوانات الملونة في محاولة للترويج لسلالة سوداء لصلابتها.
تأسست جمعية ريد أنجوس الأمريكية عام 1954 من قبل مربي ماشية ريد أنجوس. تم تشكيله لأن المربين قد شطبوا ماشيتهم من كتاب القطيع لعدم مطابقتها لمعيار السلالة المتغير فيما يتعلق بالألوان.

### ألمانيا
تم تهجين سلالة منفصلة في ألمانيا تسمى أنجوس الألماني . هناك تشابة بين الأنجوس والعديد من الماشية المختلفة مثل الماشية الألمانية السوداء ، الجلبية ، و Fleckvieh . عادة ما تكون الماشية أكبر من الأنجوس وتظهر باللونين الأسود والأحمر.

## مميزات

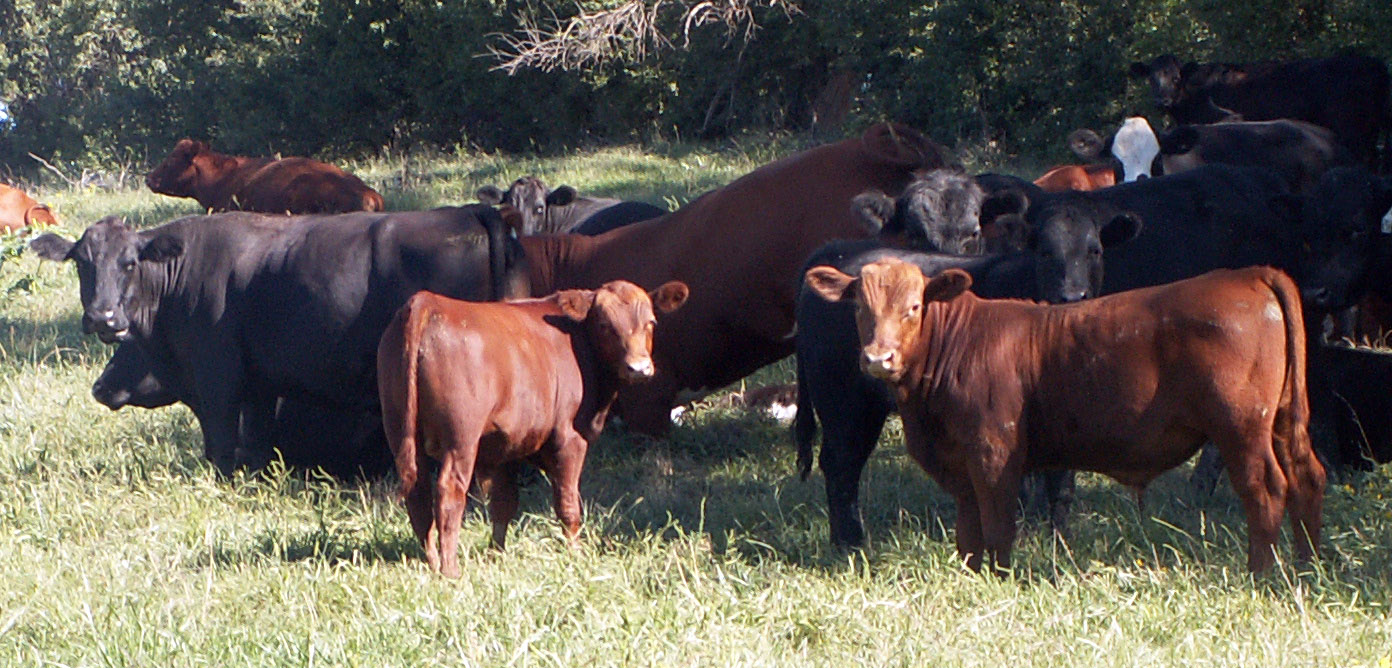
قطيع مختلط من بلاك اند ريد انجوس

بسبب بيئتها الأصلية، فإن الماشية شديدة التحمل ويمكنها البقاء على قيد الحياة في الشتاء الإسكتلندي، الذي يكون عادةً قاسيًا، مع تساقط الثلوج والعواصف. تزن الأبقار عادة 550 كيلوغرام (1,210 رطل) والثيران تزن 850 كيلوغرام (1,870 رطل) . عادة ما تولد العجول أصغر مما هو مقبول للسوق، لذا فإن التهجين مع الأبقار الحلوب ضروري لإنتاج لحم العجل. يتم استقصاء الماشية بشكل طبيعي ولونها أسود. ينضجون عادة في وقت أبكر من السلالات البريطانية الأصلية الأخرى مثل( هيرفورد - Hereford )أو ( ديفون الشمالية - North Devon ). ومع ذلك، في منتصف القرن العشرين ظهرت سلالة جديدة من الماشية تسمى ريد أنجوس. لا تقبل الولايات المتحدة إدراج ماشية ريد أنجوس في كتب القطيع، بينما تقبلها المملكة المتحدة وكندا. باستثناء جينات اللون الخاصة بهم، لا يوجد فرق وراثي بين أنجوس الأسود والأحمر، لكنهم يعتبرون سلالات مختلفة في الولايات المتحدة. ومع ذلك، كانت هناك ادعاءات بأن الأنجوس الأسود أكثر استدامة للطقس البارد، على الرغم من عدم تأكيدها.
الماشية لديها محتوى عضلي كبير وتعتبر متوسطة الحجم. يحظى اللحم بشعبية كبيرة في اليابان لصفاته الرخامية .

### الاضطرابات الوراثية
هناك أربعة عيوب متنحية يمكن أن تصيب العجول في جميع أنحاء العالم. يحدث الخلل المتنحي عندما يحمل كلا الوالدين جينًا متنحيًا يؤثر على العجل الابن. يظهر العيب في عجل واحد من كل أربعة عجول حتى عندما يحمل كلا الوالدين الجين المعيب. العيوب الأربعة المتنحية في سلالة بلاك أنجوس التي يتم إدارتها حاليًا باختبارات الحمض النووي هي تضاعف المفاصل (AM) ، والتي يشار إليها باسم العجل المجعد ، مما يقلل من حركة المفاصل ؛ استسقاء الرأس العصبي (NH) ، والذي يُعرف أحيانًا باسم رأس الماء ، والذي يتسبب في تضخم الجمجمة المشوهة ؛ عنكبوت الأصابع الانقباضي (CA) ، الذي كان يُشار إليه سابقًا باسم «متلازمة العجل الظبي» ، مما يقلل من الحركة في الوركين ؛ والقزامة التي تؤثر على حجم العجول. يحتاج كلا الوالدين إلى حمل الجينات من أجل إصابة العجل الابن بأحد هذه الاضطرابات. لهذا السبب، ستقوم جمعية أنجوس الأمريكية بإزالة الماشية الحاملة من السلالة في محاولة لتقليل عدد الحالات.
بين عامي 2008 و 2010 ، أبلغت جمعية أنجوس الأمريكية عن اضطرابات وراثية متنحية في جميع أنحاء العالم في ماشية أنجوس. لقد ثبت أن أقلية صغيرة من أبقار أنجوس يمكن أن تحمل هشاشة العظام . تم الإبلاغ عن عيب آخر يسمى (نوتوميليا - notomelia )، وهو شكل من أشكال ( البوليميليا - polymelia ) في سلالة بقر الانجوس في عام 2010.

## الاستخدامات

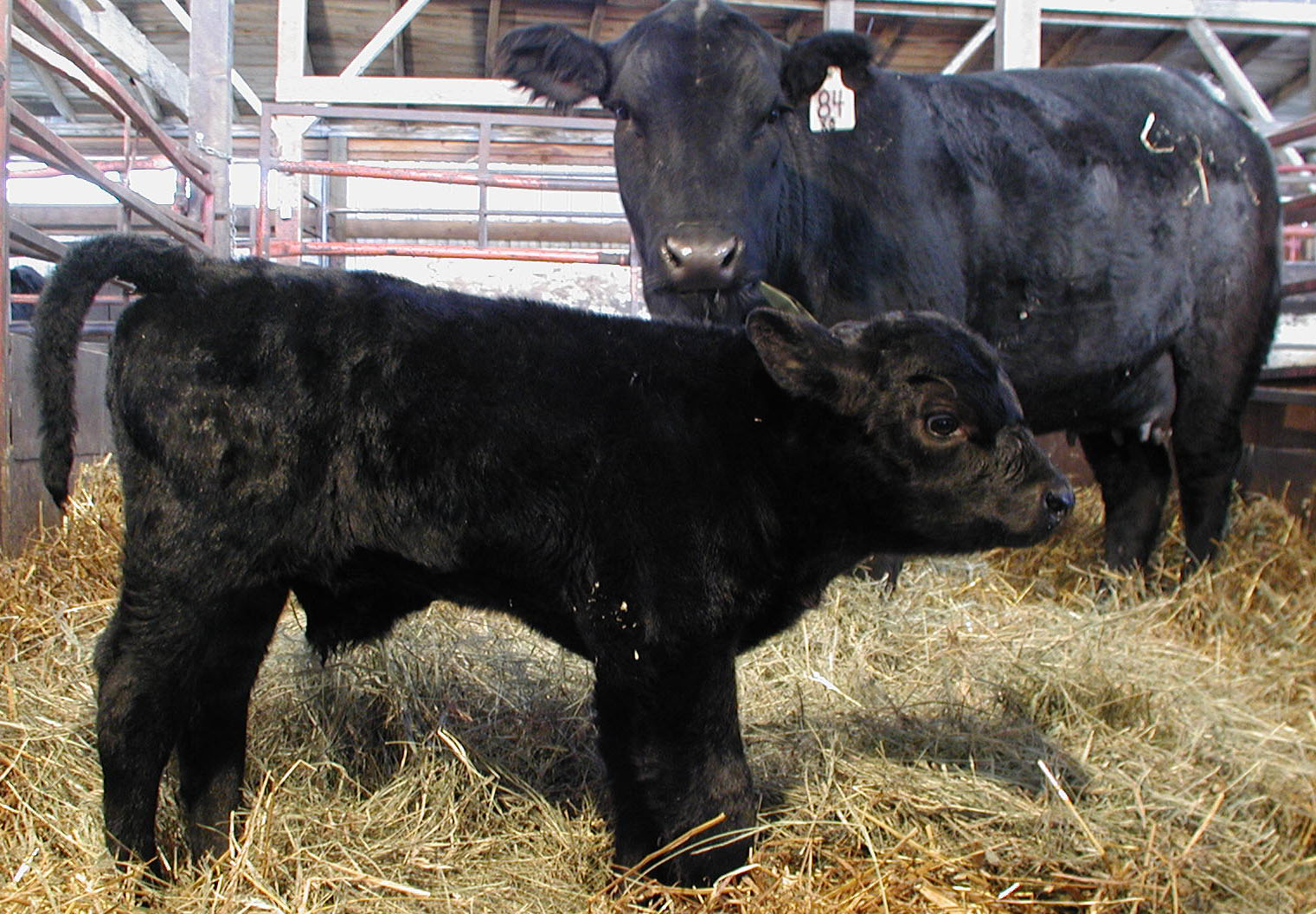
انجوس العجل مع والدته

الاستخدام الرئيسي لماشية أنجوس هو إنتاج اللحوم واستهلاكها. يمكن تسويق اللحم البقري على أنه متفوقة بسبب مظهرها الرخامي. وقد أدى ذلك إلى اعتماد العديد من الأسواق علي هذا اللحم ، بما في ذلك أستراليا واليابان والمملكة المتحدة. يمكن أيضًا استخدام ماشية أنجوس في التهجين لتقليل احتمالية عسر الولادة (ولادة صعبة) ،وبسبب الجين السائد الذي تم استقصاءه، يمكن استخدامها للتهجين لإنشاء عجول مستخرجة.

### تجاري
بدءًا من أوائل العقد الأول من القرن الحادي والعشرين، بدأت صناعة الوجبات السريعة الأمريكية في إدارة حملة علاقات عامة للترويج للجودة العالية المفترضة لحوم بقر أنجوس. ابتداءً من عام 2006 ، بدأت ماكدونالدز في اختبار الهامبرغر المصنوع من لحم أنجوس في عدة مناطق في الولايات المتحدة. بعد هذا الاختبار، قالت الشركة أن استجابة العملاء للبرجر كانت إيجابية  وبدأت في بيع البرغر المصنوع من لحم أنجوس في جميع المواقع الأمريكية في يوليو 2009. رداً على الاختبار في الولايات المتحدة، بدأت ماكدونالدز أستراليا في بيع اثنين من البرغر أنجوس، وانجوس الكبرى وأنجوس الأقوياء، وذلك باستخدام بقر أنجوس الأسترالية التي ولدت، في مطاعمهم.
أنشأت جمعية أنجوس الأمريكية معيار «لحم بقر أنجوس المعتمد» (CAB) في عام 1978. كان الغرض من هذا المعيار هو الترويج لفكرة أن لحم بقر أنجوس كان أعلى جودة من لحوم البقر من سلالات الماشية الأخرى.

## معلومات اضافية
- الصفحة الرئيسية لمربي سلالة الأنغوس في اسكتلندا
- أنغوس في البرازيل
- أنغوس في أستراليا